# Macaduma postflavida
Macaduma postflavida är en fjärilsart som beskrevs av Rothschild 1916. Macaduma postflavida ingår i släktet Macaduma och familjen björnspinnare. Inga underarter finns listade i Catalogue of Life.